# Wrzoski (Opole)
Wrzoski (niem. Wreske) – część miasta Opole położonego w województwie opolskim.
Miejscowość wraz z jej obrębem ewidencyjnym włączono do Opola 1 stycznia 2017. Przed włączaniem miejscowość była wsią w województwie opolskim, w powiecie opolskim, w gminie Dąbrowa.
W latach 1945–51 istniała zbiorowa gmina Wrzoski.

## Nazwa
Nazwa prawdopodobnie wywodzi się od polskiej nazwy rośliny - wrzosu.
Śląski pisarz Konstanty Damrot w swojej pracy o śląskim nazewnictwie z 1896 roku wydanej w Bytomiu. Wymienia dwie nazwy: obecnie funkcjonującą, polską "Wrzoski" oraz niemiecką "Wreske" cytując również staropolską nazwę "Wrozki" pod jaką wieś została zanotowana w łacińskim dokumencie z roku 1297.
Ze względu na polskie pochodzenie w okresie hitlerowskiego reżimu w latach 1936-1945 nazistowska administracja III Rzeszy zmieniła nazwę miejscowości na nową, całkowicie niemiecką Heidefelde.